# 無錫透平葉片
無錫透平葉片是中國大陸一家重工業企業，專長生產巨型發電機或壓縮機用大型葉片，市占率達世界55%，現在现年产各类叶片达30万片以上。
目前由上海电气集团旗下的上海集优机械股份有限公司(PMC)全資擁有。產品外銷日本、德国、美国、印度、意大利、法国等国，已經可以全國產自製300MW功率以上的电站机組用核心葉片，並開始進入航空葉片領域。
1979年中共中央預見在將來經濟高速發展態勢中，發電機和壓縮機為戰略性物資，不能全部依賴外國進口，中國無法生產葉片組件在諸多工業領域也會居於不利，因此在無錫葉片車間的基礎上成立的无锡叶片厂開始量產，1988年經十年研發努力開始生產小型發電機組葉片，1994年引进全球第三大吨位18000吨級压力机增強鍛造能力，隔年成為上海电气(集团)子公司以取得更大資本投入，又經十年努力後2004年叶片年出产总量超过16万片，大叶片产量进入全球前三。隔年改名改制成立无锡透平叶片有限公司，聯合上海電氣下其他一些小部門成立 上海集优机械公司，成功在香港上市取得第二次大型資本投入。
2009年獲得中央支持成立国家大型涡轮叶片研发和检测中心，並開辦業界博士後研究工作站。